# Microxistyla
Microxistyla is een geslacht van sponsdieren uit de klasse van de Demospongiae (gewone sponzen).

## Soort
- Microxistyla petrina Topsent, 1928